# Tân An (tỉnh)
Tân An là tỉnh cũ ở miền Đông Nam Kỳ, Việt Nam. Tỉnh Tân An được thành lập vào ngày 1 tháng 1 năm 1900, tồn tại vào thời Pháp thuộc và bị chính quyền Việt Nam Cộng hòa giải thể, mất tên gọi đơn vị hành chính cấp tỉnh từ cuối năm 1956 cho đến nay.

## Thời phong kiến
Đầu thế kỷ XVII, Tân An thuộc Chân Lạp. Năm 1620, chúa Nguyễn Phúc Nguyên gả công chúa Ngọc Vạn cho vua Chân Lạp, cư dân người Việt bắt đầu có mặt ở vùng đất mới phương Nam. Qua một thời gian dài, địa bàn khai phá được mở rộng hơn và ngày càng có những thay đổi đáng kể về diện mạo. Năm 1698, khi Lễ thành hầu Nguyễn Hữu Cảnh vào kinh lược, toàn bộ vùng đất mới phương Nam được đặt thành phủ Gia Định. Lúc bấy giờ địa bàn Tân An ngày nay trực thuộc tổng Thuận An, huyện Tân Bình, dinh Phiên Trấn, phủ Gia Định.
Theo Gia Định thành thông chí, năm 1705 Thống suất Nguyễn Cửu Vân - tướng của chúa Nguyễn - sau khi giúp vua Chân Lạp đánh bại quân Xiêm đã cho đóng quân tại Vũng Gù (vùng chợ Tân An ngày nay) và cho đào kênh, lập đồn điền, xây đồn lũy phòng vệ. Đến cuối thế kỷ XVIII, vùng này trở nên trù phú, dân cư đông đúc. Năm 1802, vua Gia Long cho đổi Gia Định phủ thành Gia Định trấn gồm 4 dinh và 1 trấn. Năm 1808 Gia Định trấn lại đổi thành Gia Định thành, dinh Phiên Trấn đổi thành trấn Phiên An. Lúc bấy giờ, vùng Tân An ngày nay trực thuộc huyện Thuận An, phủ Tân Bình, trấn Phiên An.
Thời vua Minh Mạng, năm 1832 Gia Định thành bị giải thể, 5 trấn đổi thành 6 tỉnh. Trấn Phiên An được đổi thành tỉnh Phiên An gồm 2 phủ: phủ Tân Bình và phủ Tân An. Phủ Tân An gồm 2 huyện: huyện Phước Lộc và huyện Cửu An (do huyện Thuận An đổi tên thành). Địa bàn thành phố Tân An hiện nay bao gồm đất đai hai bên sông Vàm Cỏ Tây, thuộc huyện Cửu An, phủ Tân An, tỉnh Phiên An và sau đó là tỉnh Gia Định. Phủ lỵ phủ Tân An đặt tại thôn Bình Khuê, huyện Cửu An (có tài liệu viết là Bình Quê, Bình Khuể - nay là xã Quê Mỹ Thạnh - huyện Tân Trụ).

## Thời Pháp thuộc

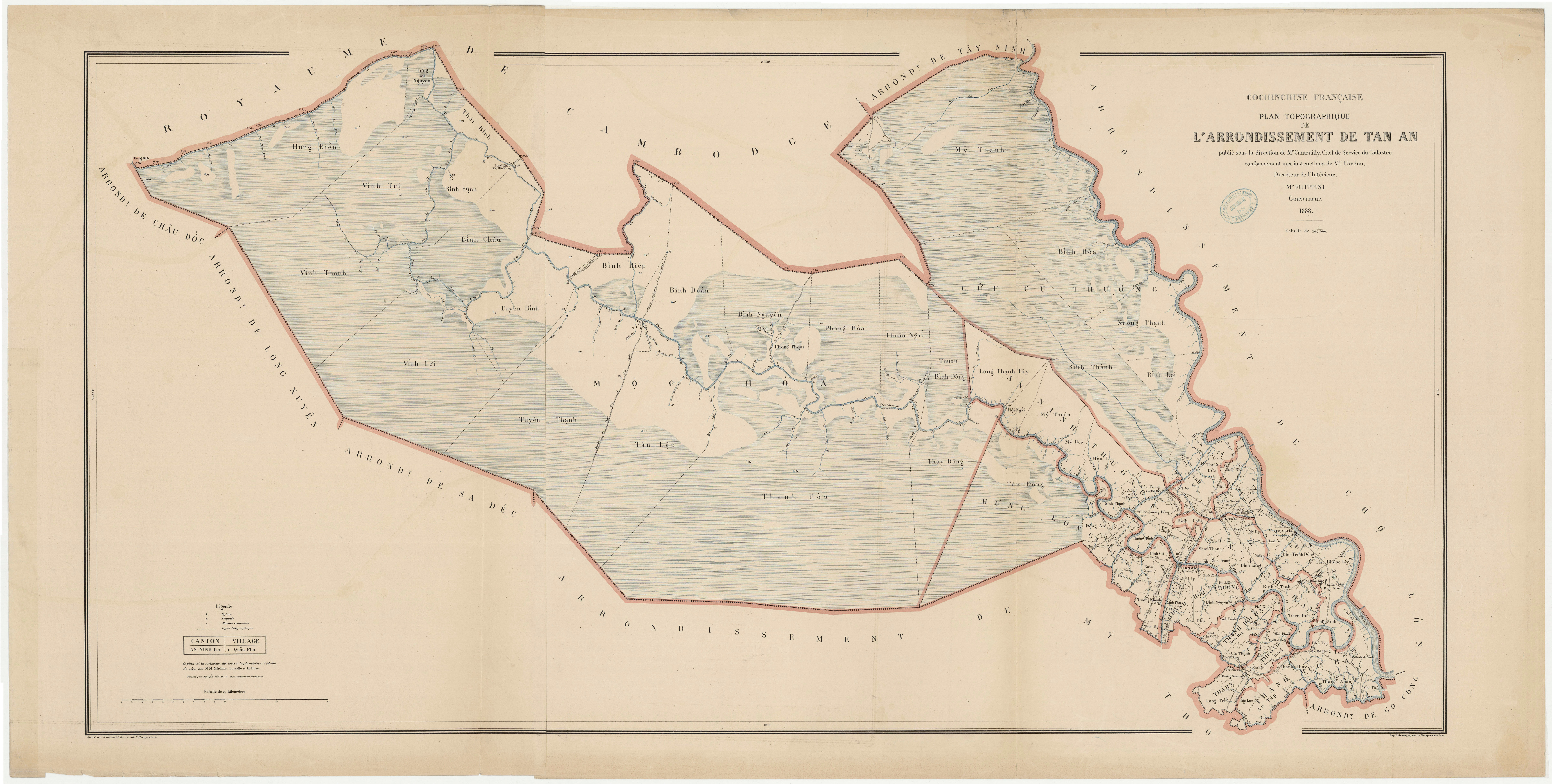
Bản đồ hạt Tân An năm 1888

Với Hòa ước Nhâm Tuất (1862), triều đình Huế nhượng hẳn 3 tỉnh miền Đông Nam Kỳ (Biên Hòa, Gia Định và Định Tường) cho thực dân Pháp làm thuộc địa. Chính quyền thực dân Pháp chia 3 tỉnh này thành 13 thành các hạt thanh tra (inspection), do các viên chức Pháp ngạch thanh tra các công việc bản xứ (inspecteur des affaires indigeânes) đứng đầu, nhưng tạm thời vẫn giữ cơ cấu phủ huyện cũ.
Cũng trong những năm 1861 - 1862, ban đầu Pháp chia phủ Tân An thành hai hạt tham biện, đưa Avezard đứng đầu hạt tham biện Tân An, De Lespes đứng đầu hạt tham biện Phước Lộc
Ngày 9 tháng 11 năm 1864, thực dân Pháp thành lập các khu thanh tra sau trên địa bàn phủ Tân An cũ:
- Khu thanh tra Tân An: thành lập trên địa bàn hai huyện Cửu An và Tân Thạnh của phủ Tân An, quản lý đầu tiên là Michel;
- Khu thanh tra Phước Lộc: thành lập trên địa bàn huyện Phước Lộc của phủ Tân An, sau đổi tên là khu thanh tra Cần Giuộc vào ngày 16 tháng 8 năm 1867, rồi giải thế nhập vào khu thanh tra Chợ Lớn và khu thanh tra Tân An vào ngày 5 tháng 6 năm 1871[2]
- Khu thanh tra Tân Hòa: thành lập trên địa bàn huyện Tân Hòa của phủ Tân An, sau đổi tên là khu thanh tra Gò Công ngày 16 tháng 8 năm 1867[3].

Sau khi chiếm được toàn bộ Nam Kỳ, năm 1868, chính quyền thực dân Pháp bãi bỏ các đơn vị hành chính phủ, huyện, phân chia lại toàn bộ cõi Nam Kỳ. Các hạt thanh tra về sau cũng được đổi thành hạt tham biện (arrondissement), do các Chánh tham biện (administrateur) người Pháp đứng đầu. Tuy vậy, chính quyền thực dân Pháp vẫn giữ lại cơ cấu hành chính cấp thấp như tổng, xã thôn.
Năm 1863, phủ lỵ Tân An được dời từ thôn Bình Khuê về thôn Nhơn Thạnh (nay là thuộc địa bàn phường 5, thành phố Tân An)
Năm 1865, phủ Tân An đổi thành hạt Tân An. Năm 1869, lỵ sở của hạt chuyển về thôn Bình Lập (thôn này được vua Tự Đức ban sắc phong vào năm 1852), do Chatellier làm chánh tham biện
Theo Nghị định ngày 20 tháng 12 năm 1899 của Toàn quyền Đông Dương đổi tất cả các hạt tham biện thành tỉnh thì từ ngày 1 tháng 1 năm 1900 hạt tham biện Tân An trở thành tỉnh Tân An. Tỉnh lỵ Tân An đặt tại làng Bình Lập thuộc quận Châu Thành. Chủ tỉnh Pháp đầu tiên là Charles A. Lagrange.
Ban đầu, tỉnh Tân An gồm 3 quận: Châu Thành, Thủ Thừa và Mộc Hóa. Ngày 20 tháng 11 năm 1952, lập thêm quận Tân Trụ thuộc tỉnh Tân An.

## Sau năm 1956
Ban đầu, chính quyền Quốc gia Việt Nam và sau đó là Việt Nam Cộng hòa vẫn duy trì tên gọi tỉnh Tân An như thời Pháp thuộc.
Sau năm 1956, các làng gọi là xã. Ngày 17 tháng 2 năm 1956, theo Sắc lệnh 21-NV, chính quyền Việt Nam Cộng hòa tách toàn bộ quận Mộc Hóa và một phần đất đai quận Thủ Thừa ra khỏi tỉnh Tân An, đồng thời hợp với một phần nhỏ đất đai của tỉnh Sa Đéc và tỉnh Mỹ Tho để thành lập mới tỉnh Mộc Hóa.
Ngày 22 tháng 10 năm 1956, Tổng thống Việt Nam Cộng hòa Ngô Đình Diệm ký Sắc lệnh 143/VN để " thay đổi địa giới và tên Đô thành Sài Gòn – Chợ Lớn cùng các tỉnh và tỉnh lỵ tại Việt Nam". Địa giới và địa danh các tỉnh ở miền Nam thay đổi nhiều, một số tỉnh mới được thành lập. Theo Sắc lệnh này, địa phận Việt Nam Cộng Hoà gồm Đô thành Sài Gòn và 22 tỉnh. Lúc này, tỉnh Mộc Hóa được đổi tên thành tỉnh Kiến Tường, còn phần đất đai còn lại của tỉnh Tân An hợp nhất với phần lớn đất đai tỉnh Chợ Lớn để thành lập tỉnh mới có tên là tỉnh Long An. Tỉnh lỵ tỉnh Long An đặt tại Tân An và vẫn giữ nguyên tên là "Tân An", về mặt hành chính thuộc xã Bình Lập, quận Châu Thành.
Năm 1957, chính quyền Mặt trận Dân tộc Giải phóng Miền Nam Việt Nam và sau này là Chính phủ Cách mạng lâm thời Cộng hòa Miền Nam Việt Nam cùng với Việt Nam Dân chủ Cộng hòa cũng sắp xếp và thay đổi tên gọi hành chính, theo đó thành lập mới và vẫn sử dụng tên gọi tỉnh Long An và tỉnh Kiến Tường như phía chính quyền Việt Nam Cộng hòa đã thực hiện vào năm 1956.
Kể từ đây, địa danh "Tân An" chỉ còn được dùng để chỉ khu vực tỉnh lỵ của tỉnh Long An, sau năm 1975 gọi là thị xã Tân An và ngày nay thì gọi là thành phố Tân An, đơn vị hành chính cấp huyện trực thuộc tỉnh Long An và là tỉnh lỵ của tỉnh Long An.
Địa bàn tỉnh Tân An cũ hiện nay tương ứng với phần lớn diện tích tỉnh Long An, ngoại trừ một phần huyện Bến Lức và các huyện Cần Giuộc, Cần Đước, Đức Hòa vốn trước năm 1956 cùng thuộc tỉnh Chợ Lớn cũ.

## Phân chia hành chính

### Năm 1897
Toàn tỉnh Tân An được chia thành 10 tổng:
1. Tổng An Ninh Hạ có 12 làng: Bình Cang, Bình Lang, Bình Quê, Bình Trung, Bình Tịnh, Lạc Bình, Mỹ Đạo, Nhơn Thạnh, Phong Thạnh, Quảng Phú, Triêm Đức, Tân Trụ
2. Tổng An Ninh Thượng có 16 làng: An Hòa Trung, Bình Lương Đông, Bình Lương Tây, Bình Phú, Đạo Thạnh, Hướng Bình, Hòa Lạc, Hội Ngãi, Long Thạnh Tây, Long Thạnh Đông, Mỹ Hòa, Mỹ Thuận, Nhơn Phú, Ninh Thạnh, Thọ Cang, Vĩnh Phong
3. Tổng Cửu Cư Hạ có 13 làng: An Lái, Bình Chánh, Bình Ninh, Bình Nhựt, Bình Trinh Đông, Bình Trường Tây, Bình Trường Đông, Đăng Mỹ, Đái Nhựt, Nhựt Tảo, Tấn Đức, Tân Ninh, Tân Phước Tây
4. Tổng Cửu Cư Thượng có 11 làng: Bình Ảnh, Bình Lợi, Bình Nghị, Bình Hòa, Bình Tự, Bình Thạnh, Hòa Ái, Mỹ Thạnh Đông, Mỹ Quý, Tân Đức, Xương Thạnh
5. Tổng Hưng Long có 16 làng: Bình Yên, Bình An Đông, Bình Cư, Bình Quân, Đông An, Mỹ Phước, Ngãi Hòa, Ngãi Lợi, Nhơn Nhượng, Phú Khương, Phú Thượng, Tân Đông, Thân Hòa Đông, Thân Hòa Tây, Tường Khánh, Xuân Sanh
6. Tổng Mộc Hóa có 20 làng: Bình Châu, Bình Định, Bình Giảng, Bình Hiệp, Bình Nguyên, Hưng Điền, Hưng Nguyên, Phong Hòa, Phong Thoại, Thái Bình Trung, Thạnh Hòa, Thuận Bình Đông, Tuyên Bình, Tân Lập, Thỉ Đông, Thuận Ngãi Thượng, Tuyên Thạnh, Vĩnh Lợi, Vĩnh Trị, Vĩnh Thạnh
7. Tổng Thạnh Hội Hạ có 7 làng: Ai Ngãi, Bình Công Tây, Bình Hạp, Bình Trị, Gia Thạnh, Phú Xuân, Vĩnh Bình
8. Tổng Thạnh Hội Thượng có 8 làng: An Trị, Bình Lập, Bình Quới, Bình Tâm, Đa Phú, Hòa Điền, Hòa Ngãi, Vĩnh Phú
9. Tổng Thạnh Mục Hạ có 9 làng: An Tập, Chí Mỹ, Phú Tây, Tân Long, Tân Lục, Thanh Thủy, Thanh Xuân Đồng, Thuận Lễ, Vĩnh Thới
10. Tổng Thạnh Mục Thượng có 7 làng: Bình Lục, Bình Phước, Đồng Hưng, Dương Xuân, Gia Hội, Long Trì, Tân Nho